# آمریکایی‌های زشت
آمریکایی‌های زشت (انگلیسی: Ugly Americans) مجموعه تلویزیونی کارتونی بود که بین سال‌های ۲۰۱۰ تا ۲۰۱۲ از شبکه کمدی سنترال پخش می‌شد.